# هدیچه کبری ایلگون
هدیچه کبری ایلگون (به ترکی استانبولی :Hatice Kübra İlgün؛ متولد ۱ ژانویه ۱۹۹۳) تکواندوکار اهل ترکیه است. وی در مسابقات قهرمانی تکواندو جهان ۲۰۱۷ در دسته پروزن (سبک‌وزن) به مدال نقره دست یافت.
کبری ایلگون در المپیک ۲۰۲۰ با پیروزی برابر کیمیا علیزاده  از تیم پناهندگان به مدال برنز رسید.